# Club Deportivo FATIC
El Club Deportivo FATIC, conocido simplemente como FATIC es un club de fútbol boliviano con sede en la ciudad de El Alto, en el Departamento de La Paz. Fue fundado el 25 de marzo de 2000 y refundado en 2015, tras la fusión de Fraternidad Tigres y FATIC. Actualmente participa en la Primera "A" de la Asociación de Fútbol de La Paz.

## Historia

### Club Fraternidad Tigres
El Club Deportivo Cultural Fraternidad Tigres fue fundado el 25 de diciembre de 1967 en la ciudad de La Paz. Comenzó a jugar en torneos zonales y en 1991 se afilió a la AFLP. En 1992 ascendió a Primera Aficionados, en 1994 a la Primera B y en 1999 a la Primera A, todos en su condición de campeón. En 2000 pasó a representar a El Alto, pero el equipo tuvo después una mala racha y comenzó a descender hasta volver a Segunda de Ascenso. En 2005 se pus inicio su recuperación, hasta que en 2009 retornó a la Primera A.

### Club FATIC
Las siglas FATIC hacen referencia a la Familia Ticona, la cual fundó el 25 de marzo de 2000. Que inicialmente el equipo participó en torneos zonales y después ingresó a la Asociación Municipal de Fútbol de El Alto, donde arrancó en Ascenso y llegó a la División de Honor.
Posteriormente la familia Ticona adquiriría los derechos del Club Fraternidad Tigres, que en ese entonces le pertenecían a la familia Nina.

### Origen tras fusión
En 2015 se hizo la fusión entre ambos clubes, en ese momento la entidad pasó a denominarse Fraternidad Tigres Fatic, pero a principios de este año el club ya recabó su personería jurídica con el nombre de CLUB Deportivo FATIC, explicó Leonardo Luna, secretario general de la Asociación de Fútbol de La Paz (AFLP), en ese entonces.

## Instalaciones

### Estadio Municipal de El Alto

Vista aérea del estadio.

El Club Deportivo Fatic juega en calidad de local en el Estadio Municipal de El Alto, conocido como Municipal de Villa Ingenio, ubicado en el barrio del mismo nombre en el sector norte de El Alto y que cuenta con una capacidad de veinticinco mil espectadores. El estadio es de propiedad del Gobierno Municipal de El Alto y fue inaugurado el 16 de julio de 2017.
Ubicado a una altitud de 4090 m s. n. m. es el estadio a mayor altitud del país, superando a los estadios Hernando Siles de La Paz, Jesús Bermúdez de Oruro, y al Víctor Agustín Ugarte de Potosí.

## Datos del club
- Fundación: 25 de marzo de 2000.
- Temporadas en Primera División: 0.
- Participaciones en Copa Simón Bolívar: 7 (2018, 2019, 2020, 2021, 2022, 2023 y 2024).

### Estadísticas
| Temporada | Posición         | P.J. | P.G. | P.E. | P.P. | G.F. | G.C. | D.G. |
| --------- | ---------------- | ---- | ---- | ---- | ---- | ---- | ---- | ---- |
| 2018      | Fase de grupos   | 12   | 4    | 2    | 6    | 24   | 24   | 0    |
| 2019      | Semifinales      | 14   | 8    | 3    | 3    | 43   | 15   | +28  |
| 2020      | Tercera fase     | 6    | 3    | 1    | 2    | 9    | 8    | +1   |
| 2021      | Segunda fase     | 8    | 6    | 0    | 2    | 27   | 7    | +20  |
| 2022      | Cuartos de final | 14   | 8    | 5    | 1    | 38   | 14   | +24  |
| 2023      | Octavos de final | 14   | 8    | 3    | 3    | 32   | 12   | +20  |

## Jugadores

### Altas y bajas 2024
| Altas            |            |              |       |
| Futbolista       | Posición   | Procedencia  | Tipo  |
| Segundo Semestre |            |              |       |
| Sergio Apaza     | Entrenador | Agente libre | Libre |
| Luciano Sanhueza | Delantero  | Ciclón       | Libre |

| Bajas                  |            |              |       |
| Futbolista             | Posición   | Destino      | Tipo  |
| Segundo Semestre       |            |              |       |
| Juan Carlos Paz García | Entrenador | Agente libre | Libre |

## Entrenadores
- Entrenador: Sergio Apaza
- Preparador de arqueros: Daniel Mercado
- Fisioterapeuta: Sergio Valencia
- Utilero: José Valdez
- Delegado: Vladimir Salazar

### Listado reciente
- Uber Acosta (2012)
- Miguel Sanabria (2018)
- Sebastián Núñez (2018)
- Luis Orozco (2019)
- Oscar Ramírez (2020)
- Sergio Apaza (2021)
- Clemilson da Silva (2022)
- José Enrique Peña (2022)
- Juan Carlos Paz Garcia (2023)
- Sergio Apaza (2024-)

## Palmarés

### Torneos regionales (5)
En cursiva el campeonato ganado como Fraternidad Tigres
| Competición regional                               | Títulos                       | Subcampeonatos |
| -------------------------------------------------- | ----------------------------- | -------------- |
| Asociación de Fútbol de La Paz - Primera "A" (5/1) | 2019, 2020, 2021, 2022, 2023. | 2018           |